# Aechmea poitaei
Aechmea poitaei är en gräsväxtart som först beskrevs av John Gilbert Baker, och fick sitt nu gällande namn av Lyman Bradford Smith och Michael A. Spencer. Aechmea poitaei ingår i släktet Aechmea och familjen Bromeliaceae. Inga underarter finns listade i Catalogue of Life.